# Раш-Рівер (Вісконсин)
Раш-Рівер (англ. Rush River) — місто (англ. town) в США, в окрузі Сент-Круа штату Вісконсин. Населення — 500 осіб (2020).

## Демографія
Згідно з переписом 2010 року, у місті мешкало 508 осіб у 194 домогосподарствах у складі 151 родини. Було 200 помешкань
Расовий склад населення:
| - 96,9 % — білих - 2,0 % — азіатів - 0,4 % — корінних американців - 0,4 % — чорних або афроамериканців |

До двох чи більше рас належало 0,2 %. Частка іспаномовних становила 2,4 % від усіх жителів.
За віковим діапазоном населення розподілялося таким чином: 21,5 % — особи молодші 18 років, 65,9 % — особи у віці 18—64 років, 12,6 % — особи у віці 65 років та старші. Медіана віку мешканця становила 43,2 року. На 100 осіб жіночої статі у місті припадало 104,0 чоловіків;  на 100 жінок у віці від 18 років та старших — 98,5 чоловіків також старших 18 років.
Середній дохід на одне домашнє господарство  становив 85 778 доларів США (медіана — 72 321), а середній дохід на одну сім'ю — 101 566 доларів (медіана — 93 472). Медіана доходів становила 50 417 доларів для чоловіків та 41 705 доларів для жінок. За межею бідності перебувало 6,3 % осіб, у тому числі 1,9 % дітей у віці до 18 років та 9,1 % осіб у віці 65 років та старших.
Цивільне працевлаштоване населення становило 323 особи. Основні галузі зайнятості: виробництво — 25,7 %, освіта, охорона здоров'я та соціальна допомога — 17,6 %, роздрібна торгівля — 12,1 %, будівництво — 7,4 %.